# Jules Joron
Pour les articles homonymes, voir Joron.
Jules Joron, né le 6 août 1936 à Saint-Pierre (La Réunion) et mort le 15 janvier 2002 à Saint-Denis (La Réunion), est un chanteur français de l'île de La Réunion connu pour son séga. Il bénéficie d'une notoriété renouvelée depuis que le groupe Ousanousava, formé par ses enfants, a repris ses titres.

## Biographie
Il est chanteur et ségatier. Il a exercé les métiers d'instituteur à Terre-Sainte puis directeur d'école à Saint-Louis.

## Honneurs et distinctions
Le 19 juin 2002, le Conservatoire national de Région de Saint-Pierre est renommé le centre Jules-Joron.
Le 22  août 2002, la ville de La Possession inaugure l'école élémentaire Jules Joron, où une plaque commémorative retraçant sa vie et son œuvre a été apposée sur un mur de l'enceinte en présence de François Joron, un de ses fils et chanteur du groupe Ousanousava.

### Écouter
- Patrimoine Musical de l'Océan Indien